# Baillestavy
Baillestavy är en kommun i departementet Pyrénées-Orientales i regionen Occitanien i södra Frankrike. Kommunen ligger i kantonen Vinça som tillhör arrondissementet Prades. År 2022 hade Baillestavy 117 invånare.

## Administration

### Borgmästare
| Borgmästare       | Ämbetsperiod |
| ----------------- | ------------ |
| Joseph Carboneill | 1815 - ??    |
|                   |              |
| Jean Guerre       | 193? - 1959  |
| Remy Maler        | 1959 - 1971  |
| Alain Taurinya    | 1971 - 1989  |
| Claude Maynéris   | 1989 - 2001  |
| Jacques Taurinya  | 2001 -       |

## Befolkningsutveckling
Antalet invånare i kommunen Baillestavy
| Referens: INSEE |